# Constitución del Estado Libre Asociado de Puerto Rico
La Constitución del Estado Libre Asociado de Puerto Rico es el documento que rige al Estado Libre Asociado de Puerto Rico. Está constituido por nueve artículos que detallan la estructura del gobierno, así como la función de varias de sus instituciones. El documento se encuentra en el Capitolio en exposición al público en una caja de cristal. Declaración de Derechos amplia y específica. Como Puerto Rico es un territorio no incorporado de los Estados Unidos, la Constitución de Puerto Rico está compelida a adherirse a los postulados de la Constitución de los EE. UU. debido a la Cláusula de Supremacía, y a la legislación federal pertinente referente a la Cláusula Territorial.
Fue ratificado por el electorado de Puerto Rico en un referéndum el 3 de marzo de 1952, aprobado así mismo por el Congreso de los Estados Unidos, y promulgada por el presidente Harry S. Truman en una versión modificada, Ley Pública 82-447 - 66 Estatuto 327, el día 3 de julio de 1952. El 10 de julio del mismo año, la Convención Constituyente de Puerto Rico se volvió a reunir y aprobó las condiciones establecidas por la Ley Pública 82-447. El 25 de julio de 1952, el gobernador Luis Muñoz Marín proclamó en un acto público la efectividad de la Constitución y por primera vez se izó en San Juan la bandera de Puerto Rico.
El 25 de julio, que previamente había sido un día festivo oficial en Puerto Rico en conmemoración a la llegada de tropas estadounidenses en Puerto Rico en la misma fecha de 1898, ahora se conoce como Día de la Constitución. De acuerdo con el Profesor Antonio Fernós López-Cepero de la Universidad de Puerto Rico, Muñoz Marín eligió 25 de julio para la proclamación de la Constitución con la intención de reemplazar la celebración del desembarco de 1898 con la conmemoración de la aprobación de la Constitución. En un artículo publicado el 25 de julio de 2010, el difunto profesor Fernós López-Cepero afirmó en una entrevista al periódico El Nuevo Día que había oído esta información de su padre, el fallecido doctor Antonio Fernós Isern, quien fue el presidente de la Convención Constitucional en 2018